# Ataque a Nancy Kerrigan
El ataque a Nancy Kerrigan fue una agresión ocurrida en 1994 en las instalaciones del Cobo Arena en Detroit, Míchigan (Estados Unidos). La patinadora Nancy Kerrigan, quien había estado practicando en la pista de hielo, fue golpeada en la parte inferior del muslo derecho con una porra por el asaltante Shane Stant en uno de los pasillos del edificio. El ataque fue planeado por el exmarido de la patinadora Tonya Harding, Jeff Gillooly, y por Shawn Eckardt, guardaespaldas de la atleta, quienes contrataron a Stant y a su tío Derrick Smith para llevar a cabo el asalto. Gillooly y Eckardt declararon que Harding estuvo involucrada en la agresión y tenía conocimiento de la misma antes de su ejecución, algo que la patinadora siempre ha negado.
El ataque, ocurrido menos de nueve meses después del apuñalamiento de la tenista Monica Seles en Hamburgo (Alemania), tenía como objetivo impedir que Kerrigan participase en el Campeonato de Estados Unidos de patinaje artístico de 1994 así como en los Juegos Olímpicos de Lillehammer del mismo año, lo que a su vez suponía el incremento de las posibilidades de Harding de obtener el primer puesto en ambos eventos deportivos. Kerrigan no pudo competir en el Campeonato de Estados Unidos pero sí en Lillehammer, donde coincidió con Harding, quien posteriormente sería expulsada de por vida de la Asociación de patinaje de Estados Unidos (USFSA por sus siglas en inglés).

## Contexto

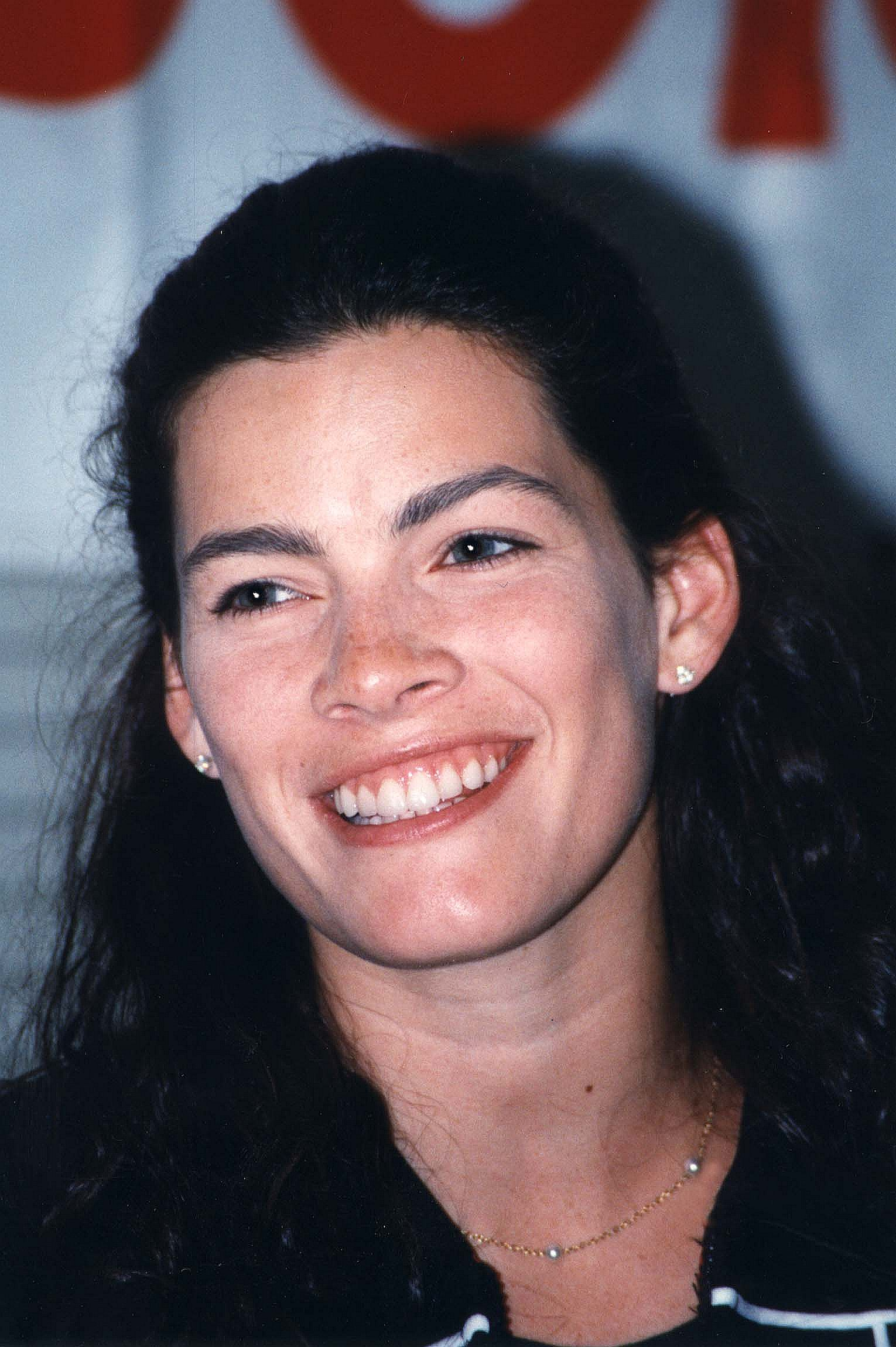
Nancy Kerrigan en 1995

Nancy Kerrigan, destacada figura del patinaje artístico, tenía previsto participar en enero de 1994 en el Campeonato de Estados Unidos, el cual se iba a celebrar en Detroit, siendo su principal rival Tonya Harding, otra destacada figura del patinaje, famosa por ser la primera estadounidense en ejecutar un triple axel. El ataque se produjo pocos días antes del campeonato, lo que imposibilitó a Kerrigan para tomar parte en él, estando los Juegos Olímpicos de Invierno programados para el mes de febrero y siendo Kerrigan y Harding las dos candidatas más probables para representar al país. La agresión sufrida por Kerrigan permitió a Harding obtener la victoria con facilidad en el Campeonato de Estados Unidos, pudiendo haberle otorgado otra ventaja si Kerrigan no se hubiese recuperado a tiempo para asistir a Lillehammer.
Jeff Gillooly, exmarido de Harding al momento del ataque, acompañó a la patinadora durante los entrenamientos y ambos se refirieron mutuamente en aquel entonces como «marido» y «mujer». Por su parte, Shawn Eckardt era amigo de Gillooly y guardaespaldas de Harding, quien lo había contratado tras recibir numerosas amenazas de muerte anónimas. Eckardt contrató a Derrick Smith, a quien pagó US$6500 procedentes de Gillooly para llevar a cabo la agresión contra Kerrigan; si bien Shane Stant, sobrino de Smith, había planeado inicialmente ejecutar el trabajo solo. Stant viajó hasta la pista de patinaje de Cabo Cod, en Massachusetts (estado natal de Kerrigan) a finales de diciembre de 1993, pero fue incapaz de localizarla, por lo que siguió a la patinadora hasta Detroit a comienzos de enero de 1994. Gillooly se opuso a que el ataque tuviese lugar allí debido a que pensaba que serían descubiertos, ordenando a Eckardt proporcionar dinero suficiente a Stant para volver a casa sin ejecutar el trabajo. En su lugar, Eckardt entregó el dinero a Smith, quien viajó hasta Detroit para reunirse con Stant, planeando ambos llevar a cabo juntos la agresión.

## Ataque
El 6 de enero de 1994, Kerrigan se hallaba practicando para el Campeonato de Estados Unidos de patinaje artístico en la pista de hielo del Cobo Arena. Una cámara que se encontraba grabando la sesión de entrenamiento mostró a la patinadora, vestida con un maillot blanco y con el pelo recogido en una cola de caballo, abandonando la pista hacia las 14:35 horas y atravesando una cortina de color azul la cual conducía a una rampa que a su vez desembocaba en un pasillo, cesando en este punto la grabación. Stant declaró en una entrevista en 2018 que se encontraba «alrededor de pie y medio» (medio metro) detrás del cámara y que esperó a que dejase de grabar para atravesar la cortina y dirigirse al pasillo al que acababa de acceder Kerrigan, desplegando a continuación una porra extensible ASP de 53 cm y golpeando a la patinadora en la parte inferior del muslo derecho (aproximadamente 3 cm por encima de la rodilla), tras lo cual huyó de las instalaciones rompiendo el cristal de una puerta cerrada y subiendo acto seguido al coche de Smith, quien se encontraba esperando a las afueras del edificio. La filmación se reanudó instantes después del ataque, captándose la imagen de Kerrigan sentada en la rampa de acceso a la pista de hielo y rodeada por miembros del personal del Cobo Arena. Esta grabación permitió registrar la famosa frase de la patinadora, quien entre lágrimas gritó «Why? Why? Why?» («¿Por qué? ¿Por qué? ¿Por qué?»), si bien algunos medios, como el New York Daily News, publicaron que Kerrigan había gritado «Why me?» («¿Por qué yo?»), aunque dicha frase no se escucha en la grabación, la cual captó también el momento en que su padre Daniel la llevó en brazos hasta una sala de vestuario. Estas imágenes serían retransmitidas poco después a nivel mundial en diversos medios de comunicación.

## Hechos posteriores

### Reacciones inmediatas

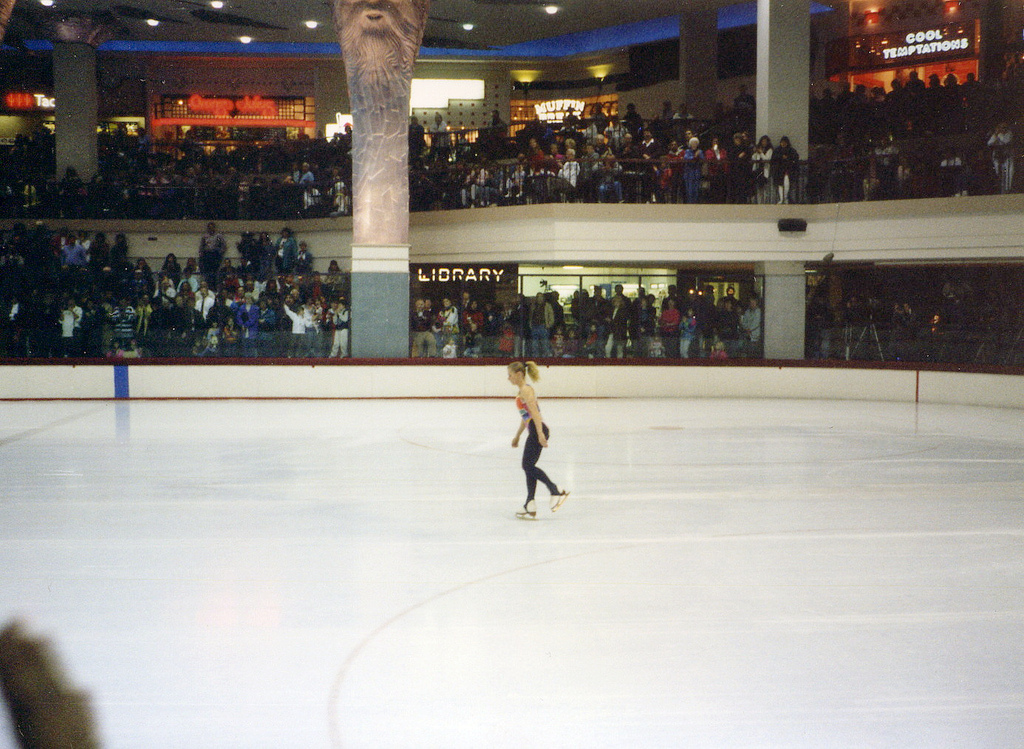
Harding en una de sus sesiones de entrenamiento en el Clackamas Town Center para los Juegos Olímpicos de Invierno. Debido al escándalo derivado del ataque sufrido por Kerrigan, asistieron miles de espectadores y docenas de reporteros y equipos de filmación.

El 11 de enero, la periodista Ann Schatz entrevistó a Harding en la estación de KOIN-TV en Portland, Oregón. Schatz preguntó a la patinadora si había considerado la posibilidad de que alguien conocido hubiese podido planear el ataque, a lo que Harding respondió:

Definitivamente he pensado en ello. Nadie controla mi vida salvo yo... si hay algo ahí que no me gusta, lo voy a cambiar.
Solo deseo que la gente pudiese ver eso, ya sabes, estoy ahí fuera esforzándome tanto como los demás, y es realmente triste. Es triste que haya gente de esa clase ahí fuera.

Harding también confirmó que había hablado con agentes del FBI en Detroit y nuevamente en Portland. El 13 de enero, Eckardt y Smith fueron arrestados, mientras que el 14 de enero la Asociación de patinaje de Estados Unidos efectuó una declaración acerca de cómo el arresto de Eckardt había afectado a la posición de Harding en los Juegos Olímpicos: «Solo nos ocuparemos de los hechos». Por su parte, los abogados de Harding y Gillooly confirmaron que la pareja se mostraba cooperativa y mantenía contacto diario con las autoridades, hablando tanto Harding como Gillooly con los medios de prensa el 15 de enero, aunque se negaron a hacer comentarios sobre la investigación. Al día siguiente, el abogado de Harding leyó un comunicado en el cual la patinadora negaba cualquier implicación en el ataque contra Kerrigan. Esa misma tarde, Harding salió de su casa para practicar patinaje con sus entrenadores, hablando con varios periodistas y realizando un triple axel, movimiento que la había lanzado a la fama.

### Reunión del panel disciplinario de la USFSA
El 5 de febrero de 1994, el panel disciplinario de la Asociación de patinaje de Estados Unidos declaró la existencia de sospechas razonables que apuntaban a una violación del código de ética deportiva por parte de Harding. La confesión de la patinadora de haber fallado a la hora de informar sobre el asalto, apoyada por las transcripciones del FBI, provocó que Harding fuese formalmente acusada de haber realizado declaraciones falsas. El panel recomendó así mismo que la atleta fuese sometida a una audiencia disciplinaria, si bien Claire Ferguson, presidenta de la USFSA, decidió no retirar a Harding de la competición hasta que la audiencia tuviera lugar (en caso de haber sido suspendida, Harding hubiese podido competir igualmente en los Juegos Olímpicos solicitando una orden judicial contra la USFSA y haciendo valer sus derechos en base a un acta de 1978 firmada por Jimmy Carter). El panel examinó varias pruebas entre las que se encontraban testimonios vertidos por Stant y Smith, registros telefónicos de Harding y Gillooly, y notas halladas en un cubo de basura en Portland el 30 de enero, concediéndose a la patinadora un plazo de 30 días para dar una respuesta.
El 17 de febrero, Harding y Kerrigan coincidieron en una sesión de entrenamiento en Hamar, Noruega; ambas se evitaron mutuamente, luciendo Kerrigan el mismo maillot que llevaba puesto cuando fue atacada.

### Acusación

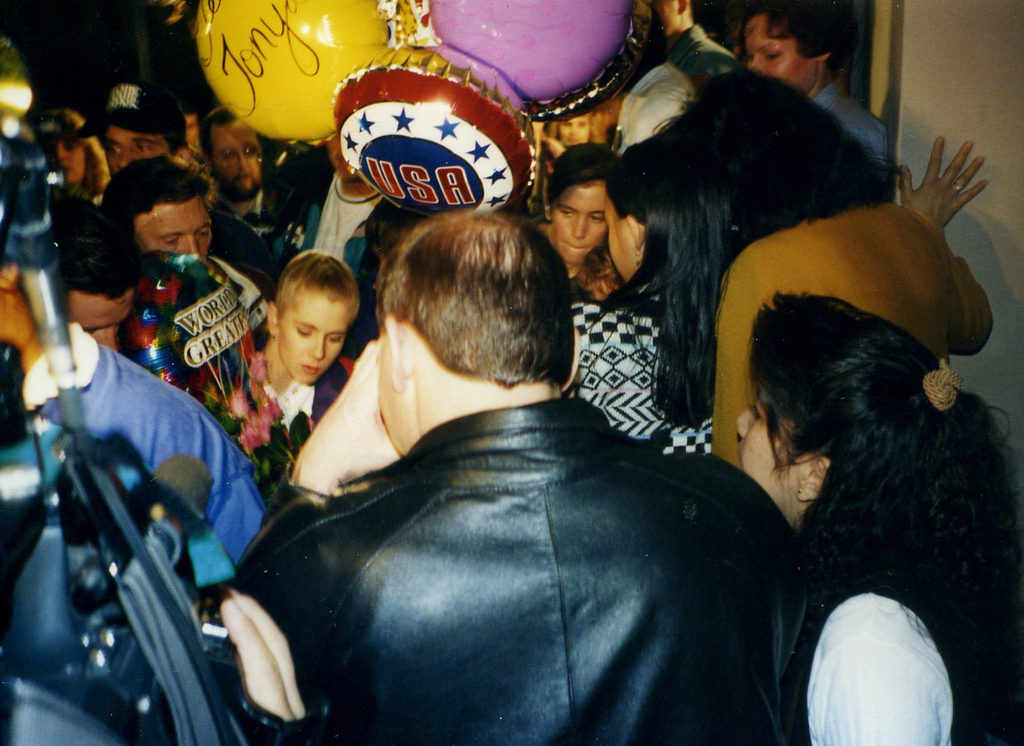
Harding llegando al Aeropuerto Internacional de Portland tras los Juegos Olímpicos de Lillehammer.

El 21 de marzo de 1994, un gran jurado de Portland presentó una acusación afirmando la existencia de pruebas acerca de la participación de Harding en el ataque. Esta acusación concluyó tras dos meses de investigación y gracias a los testimonios de Diane Rawlinson, Erika Bakacs (coreógrafa de Harding), el instructor de Eckardt en la universidad así como varios compañeros de clase, y Vera Marano (escritora independiente de patinaje artístico en Filadelfia). La acusación sostenía que había evidencia de uso fraudulento de los fondos de la USFSA por parte de Harding para financiar el ataque, afirmando que Gillooly, Eckardt, Smith, Stant y ella estuvieron de acuerdo en «causar conscientemente daño físico... por medio de un arma peligrosa». El portavoz del gran jurado declaró igualmente que las pruebas mostraban a Harding como «involucrada desde el principio o casi», no presentándose cargos contra la patinadora en virtud de los términos de su acuerdo de culpabilidad del 16 de marzo.

### Condenas
El 1 de febrero de 1995, el abogado de Gillooly negoció un acuerdo con la fiscalía a cambio de delatar a todas las partes implicadas. En julio, Gillooly fue condenado a dos años de prisión tras disculparse públicamente con Kerrigan, aunque declaró: «Cualquier disculpa que venga de mí suena falsa». Gillooly y Eckardt se declararon culpables de crimen organizado, mientras que Stant y Smith se declararon culpables de conspiración para cometer asalto en segundo grado, si bien el juez Donald Londer consideró que el ataque pudo haber provocado mayores lesiones a Kerrigan.
El 16 de marzo de 1994, Harding se declaró culpable en el condado de Multnomah de obstrucción a la justicia al haber conspirado para impedir la investigación, catalogado esto como delito grave de clase C, negociando tanto la patinadora como su abogado, Robert Weaver, un acuerdo con la fiscalía para tratar de evitar un juicio. El juez Londer condujo un interrogatorio ordinario para asegurarse de que Harding mostraba su acuerdo «consciente y voluntariamente». Su declaración de culpabilidad consistía en admitir su conocimiento del complot después de haberse producido el ataque, haber preparado una historia para la prensa junto con Gillooly y Eckardt el 10 de enero, haber sido testigo de llamadas a Smith afirmando dicha historia los días 10 y 11 de enero, y haber mentido al FBI (varios detectives de las fuerzas del orden habían estado siguiendo y grabando a los implicados desde el 10 de enero, teniendo conocimiento de antemano de las llamadas telefónicas). Las penas impuestas a Harding incluyeron tres años de libertad condicional, US$100 000 de multa y 500 horas de servicio comunitario, mostrándose la patinadora de acuerdo en reembolsar US$10 000 en concepto de gastos legales al condado de Multnomah así como en someterse a un examen psiquiátrico, donando de manera voluntaria US$50 000 a la organización de caridad Special Olympics de Oregón, cuya sentencia incluía además una pena máxima de cinco años de prisión.

### Segunda reunión del panel disciplinario
El 29 de junio de 1994, el panel disciplinario de la USFSA se reunió por nueve horas durante dos días para considerar el supuesto papel de Harding en el asalto. El 30 de junio, William Hybl, presidente del Comité Olímpico estadounidense, declaró: «Por una preponderancia de evidencias, el panel concluyó que ella tuvo un conocimiento previo y estuvo involucrada previo al incidente. Esto se basa en estándares civiles, no en estándares criminales... registros bancarios, registros telefónicos – el modo en que se unieron para establecer un caso». El panel decidió que los informes del FBI, las actas judiciales y el acuerdo de culpabilidad de Harding efectuado el 16 de marzo suponían «un claro desprecio por la justicia, el buen espíritu deportivo, y el comportamiento ético». Harding, por su parte, decidió no asistir ni tomar parte en ninguno de los dos días que duró la audiencia. Weaver declaró que la decisión tomada por el panel disciplinario le decepcionó pero no le sorprendió, desechando la idea de apelar. En consecuencia, Harding fue despojada de su título de Campeona de Estados Unidos de 1994 y vetada de por vida en cualquier evento de la USFSA como patinadora o entrenadora. Pese a que la asociación no tiene dominio sobre eventos de patinaje profesional, Harding fue igualmente declarada persona non grata en el circuito profesional, si bien algunos patinadores y promotores terminarían trabajando con ella, aunque Harding nunca llegaría a beneficiarse del boom del patinaje profesional surgido tras el escándalo.

## Cultura popular
Tanto el ataque como el escándalo fueron representados en la película I, Tonya (2017). Asimismo, el ataque es mencionado en la canción de "Weird Al" Yankovic «Headline News», parodia del éxito de Crash Test Dummies «Mmm Mmm Mmm Mmm».